# Mel Martinez
Melquíades Rafael (Mel) Martínez (Sagua Lan Grande (Cuba), 23 oktober 1946) is een Amerikaans politicus. Hij was Republikeins senator voor de staat Florida. Daarvoor diende hij als minister van Volkshuisvesting en Stedelijke Ontwikkeling onder president George W. Bush.

## Levensloop
Martinez werd geboren in Cuba, maar kwam in 1962 naar de Verenigde Staten als onderdeel van een actie van een rooms-katholieke liefdadigheidsinstelling die veertien duizend kinderen naar Amerika haalde. Hij groeide op bij twee pleeggezinnen en werd in 1966 weer herenigd met zijn biologische ouders die inmiddels in Orlando woonden.
Samen met zijn vrouw Kitty heeft Martinez twee kinderen.
In 1973 behaalde Martinez een doctoraat in de rechten aan de Florida State University. Hij beoefende daarna bijna 25 jaar het beroep van advocaat uit en was betrokken bij verschillende liefdadigheidsinstellingen.

## Politieke carrière
In 1994 deed hij mee aan de verkiezingen voor het gouverneurschap van Florida als tweede man achter Ken Connor, maar samen behaalde ze nog geen tien procent van de stemmen bij de Republikeinse voorverkiezingen.
Na die mislukte poging was Martinez onder andere voorzitter van Orange County en had zitting in de raad van bestuur van een bank, en was voorzitter van woonstichting van de staat Florida.
Martinez was in 2000 voorzitter van het Floridase verkiezingscomité voor het presidentschap van George Walker Bush in 2000. In die functie was hij een van de leidende fondswervers.
Bush vroeg Martinez als minister van Volkshuisvesting en Stedelijke Ontwikkeling. Deze functie vervulde Martinez drie jaar. In 2004 stelde hij zich kandidaat voor de senaat en werd gekozen. Zijn verkiezing had hij mede te danken aan zijn Cubaanse achtergrond.
In 2005 raakte Martinez in opspraak nadat er een memo was uitgelekt waarin stond dat de zaak Terri Schiavo kon worden gebruikt om de herverkiezing van senator Bill Nelson, de Democratisch senator uit Florida, te voorkomen. Dit memo bleek van de hand van Bill Darling, de rechtsadviseur van Martinez, te komen. Martinez begon meteen de betrokkenheid van Darling af te zwakken. Hij stelde onder meer dat er slechts sprake was een werkschets waarin de Republikeinse houding werd weergegeven, maar moest toch het ontslag van Darling aanvaarden.
Martinez is tegen alle vormen van abortus, zelfs in het geval van verkrachting of incest. Over het algemeen was hij een voorstander van vrije handel en belastingverlagingen. Hij was een tegenstander van amnestie voor illegale immigranten. Wel zou er een regeling moeten komen zodat vraag en aanbod elkaar tegenkomen, maar zonder dat daar een burgerschap aan vast zit.
Op buitenlands gebied maakte Martinez zich zorgen over de mensenrechten op Cuba. Hij was voor een handelsblokkade tegen Cuba. Hij stond grotendeels achter het beleid van Bush aangaande Irak en was een groot voorstander van een sterke band tussen Israël en de Verenigde Staten.
Een voorstel om aan de Amerikaanse grondwet toe te voegen dan een huwelijk uitsluitend tussen man en vrouw kan plaatsvinden kan op de steun van Martinez rekenen. Ook steunt hij het recht – zoals vastgelegd in het tweede amendement – om wapens te dragen.
In november 2006 werd Martinez gekozen als voorzitter van de Republikeinse Partij voor de periode 2007-2008. Sommige zagen als reden voor zijn verkiezing het feit dat er bij de meeste recente verkiezingen veel kiezers Latijns-Amerikaanse afkomst waren afgehaakt.
Martinez kondigde in december 2008 aan dat hij zich in 2010 niet herkiesbaar zou stellen. Acht maanden later trad hij voortijdig af. gouverneur Charlie Christ benoemde George LeMieux om het laatste deel van Martinez' termijn uit te dienen. Na zijn periode in de Senaat werd Martinez voorzitter van een bank en lobbyist bij een groot advocatenkantoor.
- International Standard Name Identifier: 0000 0000 4665 2283
- Library of Congress Control Number: no2002021620
- Nederlandse Thesaurus van Auteursnamen: 315988282
- Biographical Directory of the United States Congress: M001162
- Virtual International Authority File: 46425827
- WorldCat: E39PBJdMbTMCWJDTQRFR8YXcfq